# Antti Kääriäinen
Antti Kääriäinen, finski general, * 1891, † 1967.